# Pierre Gervais
Pierre Gervais (Châtellerault, 21 settembre 1870 – Cerdon, 2 agosto 1960) è stato un velista francese.
Partecipò ai giochi della II Olimpiade di Parigi nel 1900 dove vinse una medaglia d'oro nella prima gara della classe da 0 a mezza tonnellata e una medaglia di bronzo nella seconda gara della stessa categoria. Prese parte anche alla gara di classe aperta ma non riuscì a completarla.

## Palmarès
| Anno | Manifestazione | Sede   | Evento                 | Risultato |
| ---- | -------------- | ------ | ---------------------- | --------- |
| 1900 | Olimpiadi      | Parigi | Classe 0-½ ton, gara 1 | Oro       |
| 1900 | Olimpiadi      | Parigi | Classe 0-½ ton, gara 2 | Bronzo    |